# Lepidostoma lobatum
Lepidostoma lobatum är en nattsländeart som beskrevs av Wallace och Sherberger 1972. Lepidostoma lobatum ingår i släktet Lepidostoma och familjen kantrörsnattsländor. Inga underarter finns listade i Catalogue of Life.